# Richard Hell
Richard Hell (anglès: Richard Meyers)  (Lexington, 2 d'octubre de 1949) nom artístic de Richard Meyers és un cantant, compositor, baix i escriptor reconegut mundialment per haver estat el líder de la influent banda de la primera ona del punk The Voidoids i el baixista del grup proto-punk. Hell va formar part de diverses bandes de punk rock importants, com Neon Boys, Television i The Heartbreakers, després de la qual cosa va formar Richard Hell & the Voidoids. El seu àlbum de 1977 Blank Generation va influir en moltes altres bandes de punk. La seva cançó principal va ser nomenada "One of the 500 Songs That Shaped Rock" pels escriptors musicals a la llista del Rock and Roll Hall of Fame
Hell sol ser considerat com el primer músic a utilitzar la imatge punk del cabell en punta, la roba destrossada i les agulles de ganxo per a sostenir-la. De fet, Malcolm McLaren, el mànager de Sex Pistols, ha admès que el look i l'actitud de Richard Hell va ser el que ho va inspirar a innovar per mitjà de la transgressió estètica en la seva botiga de roba SEX i en la imatge conflictiva dels Pistols. Des dels anys vuitanta, Hell s'ha dedicat principalment a escriure, publicant dues novel·les i participant com crític cinematogràfic en la revista BlackBook entre 2004 i 2006.